# Claude Bettington
Claude Albemarle Bettington (13 de maio de 1875, Colónia do Cabo, África do Sul - 10 de setembro de 1912, Wolvercote, Oxfordshire, Inglaterra) foi engenheiro de minas e pioneiro da aviação na África do Sul.

## Juventude
Claude Albemarle Bettington era filho do coronel Rowland Albermarle Bettington e frequentou o St. Andrew's College em Grahamstown de abril a dezembro de 1890.

## Serviço militar
No início da Guerra dos Bôeres Bettington serviu no Imperial Light Horse desde a sua formação até maio de 1900, sendo mais tarde tenente da Real Artilharia de Campo, 14ª bateria, de maio de 1900 até ao fim da guerra.

## Carreira de engenharia
Bettington era um membro da Mechanical Engineers Assn. de Witwatersrand e um membro da Associação Química e Metalúrgica de Witwatersrand, e trabalhou como engenheiro mecânico de mineração de 1891 até à guerra dos Boers em 1899. Bettington inventou um novo tipo de caldeira a vapor e juntamente com Anthony M Robeson inventaram um forno de caldeira para queima de combustível pulverizado.

## Aviação
Bettington, como um jovem oficial que servia na Artilharia Real, ficou fascinado com as possibilidades oferecidas pelo voo à artilharia em relação à observação e ao reconhecimento. Depois de aprender a voar e se tornar o primeiro sul-africano a receber o Certificado de Aviador do Royal Aero Club do Reino Unido e a Fédération Aéronautique Internationale, Bettington transferiu-se para o recém-formado Royal Flying Corps (RFC). As manobras do exército de outono de 1912 incluíram o RFC pela primeira vez. Bettington foi emparelhado com Edward Hochkiss, piloto de testes chefe da Bristol Airplane Company para pilotar um Monoplano Coanda da Bristol.
Descolando de Larkhill às 07:00 em 10 de setembro de 1912 eles voaram diretamente para Port Meadow, Oxford, que foi a primeira etapa. De seguida, chegaram em Port Meadow em 2000 pés e, na sua aproximação para aterrar, um trinco de libertação rápida segurava uma correia aberta e a cinta fraturou um fio que chicoteou o avião, abrindo um buraco na asa de estibordo. Com o tecido arrancado o controle tornou-se impossível; o avião caiu no chão em Lower Wolvercote, a 110 metros de Port Meadow. Bettington foi arremessado para a morte e Hotchkiss morreu no impacto que se seguiu.